# SuperFerry 9
SuperFerry 9 là một chiến phà do Bộ Hệ thống Giao thông Aboitiz trụ sở tại Philipine sở hữu và do tập đoàn SuperFerry vận hành. Vào khoảng 9 giờ sáng Chủ Nhật ngày 6/9, 2009, chiếc phà chìm ngoài khơi bờ biển phía tây nam Bán đảo Zamboanga thuộc đảo Mindanao với tổng cộng 847 hành khách và 112 thủy thủ trên tàu. 837 người được cứu sống, 9 người đã chết và 1 người không rõ tung tích. Những người được cứu thoát được đưa đến thành phố Zamboanga gần đó. Tai nạn xảy ra khi chiếc phà đang trên lộ trình từ thành phố cảng General Santos ở miền nam đến thành phố cảng miền trung Iloilo.
Superferry 9 đã đưa tín hiệu cấp cứu vào lúc 4 giờ sáng khi nó bị nghiêng qua một bên. Theo báo cáo thì phà bị nghiêng sang bên phải do một lỗ thủng trên thân. Thời tiết ở khu vực này không quá xấu. Trước đó, trận bão nhiệt đới Dujuan ngoài khơi vùng biển phía đông bắc Philippines, đẩy mạnh sức gió mùa tây nam, dẫn đến thời tiết xấu trên khắp lãnh thổ Philipine.
- Lúc 8:45 sáng ngày 5/9, 2009, SuperFerry 9 rời Thành phố General Santos hướng đến Thành phố Iloilo.
- Giữa 3:00 và 4:00 sáng ngày 6/9, tín hiệu cấp cứu do thuyền trưởng Jose Yap phát ra cho biết chiếc tàu bị nghiêng qua một bên. Một giờ sau, ông ra lệnh tất cả hành khách sơ tán khỏi tàu. Thuyền trưởng Yap là một trong số những người được cứu.[2]
- Lúc 5:20 sáng, MV Myriad, một tàu vận tải cũng do Aboitiz sở hữu, đến hiện trường để tiếp viện. Sau 1 giờ, một nửa số hành khách được sơ tán khỏi SuperFerry 9 and lên thuyền cứu sinh.[4]
- Theo tổng tư lệnh quân đội khu vực Tướng Benjamin Dolorfino, khoảng 2 tiếng sau, 2 tàu hải quân do 2 máy bay ném bom loại OV-10 và 2 máy bay trực thăng Huey dẫn đường đến và bắt đầu đưa những người sống sót ra khỏi chiếc phà và dưới biển.[5]
- SuperFerry 9 chìm khoảng 9:00 sáng, gần năm giờ sau khi thông điệp khẩn cấp đầu tiên được gửi đi.

Philipine cho huy động một số tàu hải quân và 3 máy bay quân sự đến nơi tại nạn để cứu các nạn nhân, theo Bộ trưởng Quốc phòng Gilbert Teodoro

## Phà tại Philipine
Philippine là một nước quần đảo với hơn 7,000 hòn đảo nên phà là phương tiện giao thông chính. Do đó, tại nạn đám tàu chết người thường hay xảy ra trên các tuyến giao thông đường biển.